# Intel Core Duo
Die Intel-Core-Duo-Serie ist eine Familie von 32-Bit-Mikroprozessoren für Computer und primär für Notebooks vorgesehen. Diese Doppelkernprozessoren stellen zusammen mit der Einzelkernvariante Core Solo die Nachfolger der Pentium-M-CPUs dar. Technisch handelt es sich beim Core Solo und dem Core Duo um das gleiche „Yonah“ genannte Die, bei welchem im Fall des Core Solo jedoch einer der beiden Kerne deaktiviert wurde.

## Allgemeines
Der Core Duo enthält zwei zusammengeschaltete Kerne, die sich einen gemeinsamen L2-Cache teilen (Shared Cache). Bei Intels ersten Dual-Core-Prozessoren Pentium D war der L2-Cache noch für beide Kerne einzeln vorhanden. Außerdem arbeitet Speedstep bei der Dual-Core-Variante für beide Kerne getrennt, wodurch die Leistungsaufnahme auf einem niedrigeren Niveau gehalten werden kann.
Seit Anfang 2007 finden sich auch Notebooks mit „Pentium Dual-Core“ im Handel. Es handelt sich dabei eigentlich um einen Core-Duo-Prozessor (Yonah-Kern).
Mit Einführung der Core-Duo-Prozessorserie stellte Apple seine Rechner auf Intel-CPUs um.

## Nachfolger
Die von Intel beschlossene vollständige Ablösung der NetBurst-Architektur des Intel Pentium 4 und dessen Derivaten vollziehen die Core-2-Prozessoren. Diese besitzen die zum Core weiter verbesserte Core-Mikroarchitektur. Den direkten Nachfolger bildete der Intel Core 2 Duo.

## Modelldaten Sockel M

### Yonah
Doppelkernprozessor (Dual-Core)

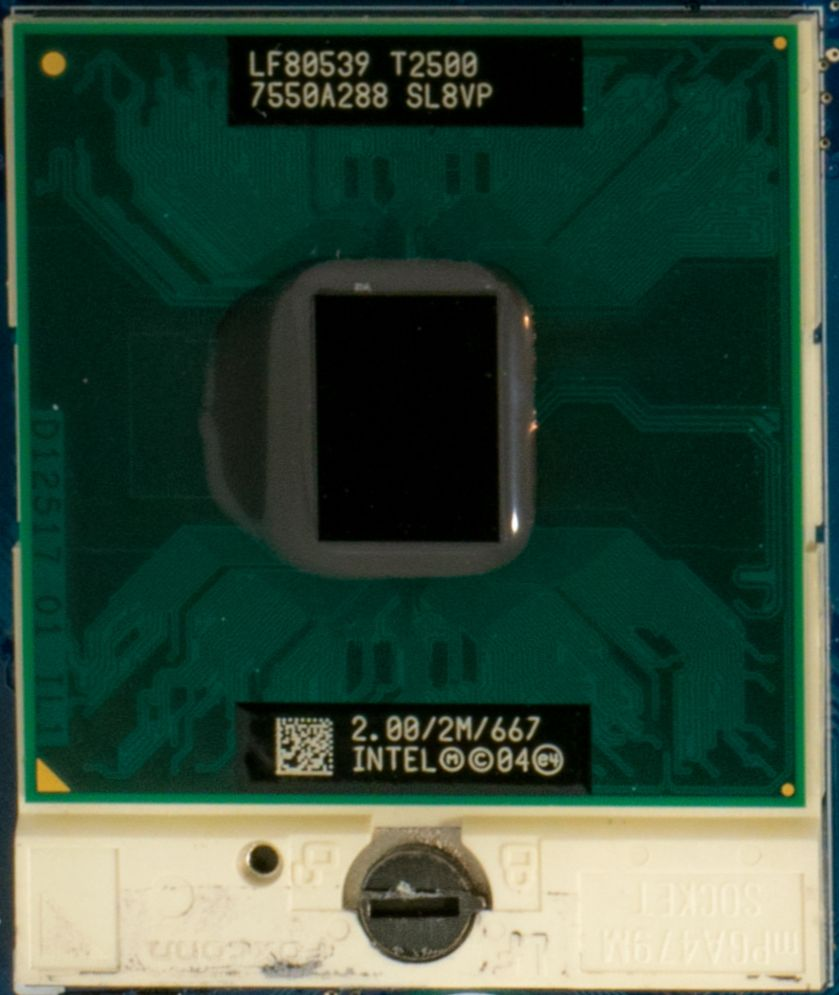
Intel Core Duo T2500 in einem iMac

- L1-Cache: je Kern 32 + 32 KiB (Daten + Instruktionen)
- L2-Cache: 2048 KiB mit Prozessortakt
- MMX, SSE, SSE2, SSE3, EIST, XD-Bit (außer T2700), PAE, IVT (außer T2300E, T2050, T2250, T2350, T2450)
- Sockel M, AGTL+ mit 133 oder 166 MHz FSB ("quadpumped", FSB 533 oder FSB 667)
- Betriebsspannung (VCore): 1,1625–1,4 V (LV-Modelle: 1,0–1,2125 V; ULV-Modelle: 0,85-1,1V)
- Leistungsaufnahme (TDP): 9–31 W
- Erscheinungsdatum: Januar 2006
- Fertigungstechnik: 65 nm
- Die-Größe: 91 mm² bei 151,6 Millionen Transistoren
- Taktraten: 1,06–2,33 GHz
- Modellnummern:
  - Standard (TDP: 31 W)
    - 133 MHz FSB, ohne IVT
      - T2050: 1,60 GHz
      - T2250: 1,73 GHz
      - T2350: 1,86 GHz
      - T2450: 2,00 GHz

    - 166 MHz FSB, ohne IVT
      - T2300E: 1,66 GHz

    - 166 MHz FSB, mit IVT
      - T2300: 1,66 GHz
      - T2400: 1,83 GHz
      - T2500: 2,00 GHz
      - T2600: 2,16 GHz
      - T2700: 2,33 GHz

  - Low Voltage (LV) (TDP: 15 W, 166 MHz FSB)
    - L2300: 1,50 GHz
    - L2400: 1,66 GHz
    - L2500: 1,83 GHz

  - Ultra Low Voltage (ULV) (TDP: 9 W, 133 MHz FSB)
    - U2400: 1,06 GHz
    - U2500: 1,20 GHz